# Wilhelm Neubronn von Eisenburg
Ludwig Wilhelm Freiherr Neubronn von Eisenburg (* 15. März 1815 in Karlsruhe; † 15. Oktober 1895 ebenda) war ein preußischer General der Infanterie und langjähriger Generaladjutant des badischen Großherzogs Friedrich I.

## Leben

### Herkunft
Wilhelm war ein Sohn des badischen Oberst und Kammerherrn Ludwig August Neubronn von Eisenburg (1772–1823) und dessen Ehefrau Eberhardine, geborene Freiin von Adelsheim (1781–1842). Der Generalmajor Leopold Neubronn von Eisenburg (1818–1889) war sein jüngerer Bruder.

### Militärkarriere
Neubronn besuchte zunächst das Kadetteninstitut in seiner Heimatstadt und wurde Ende März 1832 als Korporal im 3. Infanterie-Regiment der Badischen Armee angestellt. Unter Beförderung zum Leutnant erfolgte Anfang März seine Versetzung in das Leib-Infanterie-Regiment und ein Jahr später absolvierte Neubronn zur weiteren Ausbildung die Höhere Kriegsschule. Als Oberleutnant lehrte er ab Mitte März 1842 an der Allgemeinen Kriegsschule, bis er am 12. Oktober 1843 zum Generalquartiermeisterstab kommandiert wurde. Daran schloss sich am 2. Januar 1844 eine Kommandierung zur Dienstleistung beim Prinzen Friedrich von Baden, dem späteren Großherzog an. Ihm sollte Neubronn Zeit seines Lebens verbunden bleiben. Er besuchte mit ihm die Universitäten in Heidelberg und Bonn, stieg Ende Oktober 1848 zum Hauptmann auf und befand sich 1848 während des Feldzuges gegen Dänemark im Hauptquartier des VII. und VIII. Armee-Korps des Deutschen Bundes. Vom 18. Juni 1852 bis 13. Oktober 1854 versah Neubronn als Kompanieführer beim 1. Infanterie-Regiment seinen Dienst und wurde anschließend zum Flügeladjutanten des Regenten und späteren Großherzogs Friedrich I. ernannt. In dieser Stellung war er ab Oktober 1858 auch als Mitglied der Militär-Prüfungskommission tätig. Neubronn avancierte bis Mitte Juli 1865 zum Generalmajor und war 1866 während des Deutschen Krieges Kommandeur der Reservebrigade. Unter Beförderung zum Generalleutnant wurde er am 6. März 1868 zum Generaladjutanten des Großherzogs ernannt. Für seine Beteiligung an den Belagerungen von Straßburg und Paris erhielt er während des Krieges gegen Frankreich das Eiserne Kreuz II. Klasse.
Neubronn wirkte maßgeblich an dem Vertragswerk, der zur Militärkonvention zwischen dem Norddeutschen Bund und Baden am 25. November 1870 in Versailles führte. Dafür verlieh ihm Kaiser Wilhelm I. die Brillanten zum Großkreuz des Roten Adlerordens. In seiner Stellung als Generalleutnant und Generaladjutant des Großherzogs wurde er am 15. Juli 1871 in den Verband der Preußischen Armee übernommen und avancierte am 2. September 1873 zum General der Infanterie. In Würdigung seiner langjährigen Verdienste verlieh ihm sein Großherzog die Collane zum Orden vom Zähringer Löwen sowie den Orden Berthold des Ersten. Nachdem Neubronn am 26. März 1882 sein 50-jähriges Dienstjubiläum begangen hatte, wurde er in Genehmigung des Abschiedsgesuches am 26. Oktober 1882 mit der gesetzlichen Pension zur Disposition gestellt.

### Familie
Neubronn hatte sich am 18. Oktober 1849 in Karlsruhe mit Marie Molitor (1830–1888) verheiratet. Aus der Ehe gingen der Sohn Friedrich (* 1851), preußischer Major sowie die Tochter Marie (* 1853) hervor.